# Gianluigi Calderone
Gianluigi Calderone (Genova, 9 marzo 1944) è un regista italiano.

## Biografia
Di origini siciliane, Gianluigi Calderone si trasferisce a Roma per poter lavorare nel mondo del cinema, ed a fine anni sessanta è assistente alla regia di Bernardo Bertolucci prima in Il sosia (1968) ed in seguito nel film a episodi Amore e rabbia (1969). Nel 1966 debutta come regista nel cortometraggio All'apparir del vero, e nel 1969 dirige due produzioni televisive: AAA bella presenza cercasi e Il discorso di Ciaula.
Nel 1974 cura regia e sceneggiatura di due film destinati al cinema: Appassionata e La prima volta, sull'erba, entrambi di buon successo. Soprattutto quest'ultimo gli vale una candidatura al Festival internazionale del cinema di Berlino 1975. In seguito la sua produzione sarà principalmente televisiva. Fra i suoi lavori più celebri si possono citare Neve a Capri (1985), Il giudice istruttore (1990), Il giovane Mussolini (1993), I ragazzi del muretto (1995), il mostro non fa più paura (1997), Cronaca nera (1998), Sarò il tuo giudice (2001), I colori della gioventù (2006), Exodus - Il sogno di Ada (2007) e Don Zeno - L'uomo di Nomadelfia (2008).

## Filmografia parziale

### Cinema
- All'apparir del vero - cortometraggio (1966)
- Appassionata (1974)
- La prima volta, sull'erba (1974)

### Televisione
- Le ali della colomba (1981)
- Il santo (1984)
- Neve a Capri (1985)
- Il giudice istruttore (1990)
- Il giovane Mussolini (1993)
- I ragazzi del muretto (1995)
- Il mostro non fa più paura (1997)
- Cronaca nera (1998)
- Sarò il tuo giudice (2001)
- I colori della gioventù (2006)
- Exodus - Il sogno di Ada (2007)
- Don Zeno - L'uomo di Nomadelfia (2008)